# タナー川 (ウィラメット川の支流)
タナー川（タナーがわ、英語: Tanner Creek）は、アメリカ合衆国オレゴン州ポートランドにあるウィラメット川の支流である。市の創設者の一人が建てた皮なめし工場にその名を由来し、テュアラティン山地（ウェスト・ヒルズ）内にある現在シルヴァン＝ハイランズ地区となっている場所から西へ下っていく。19世紀には地表を流れて北東方向に街を横切り、現在プロヴィデンス公園が造られた場所を通って、今はパール・ディストリクト地区となっているウィラメット川沿いの湿地帯にあった水深の浅いカウチ湖へ流れ込んでいた。
19世紀末、ポートランド市はタナー川周辺のウェスト・ヒルズから流れ出る河川の流路を変え、合流式下水道に接続し、元の河床を埋め立てて都市化した。21世紀の現在、タナー川の流れはほとんど目にすることができず、（下水道とは分離された）暗渠を通ってブロードウェイ橋付近の第11番排水口からウィラメット川に流れ込んでいる。暗渠化以前の流路には、プロヴィデンス公園に加えヴィスタ橋やタナー・スプリングス公園が設けられている。

## 名称
ポートランド初期の入植者であり、創設者の一人でもあるダニエル・ローンズデイルが、川沿いの敷地へ1845年に建てた皮なめし工場に由来する。
ポートランド初期の発展に重要な役割を果たしたキャニオン道路は、タナー川渓谷沿いに建設されている。1849年に開通したこの道路は、ポートランド市街とテュアラティン・バレーとを結んでいる。ローンズデイルはその2年後に、現在のポートランド美術館付近を起点とする厚板道路建設の測量士を務めた。
カウチ湖の名称は、別のポートランド市設立者であるジョン・H・カウチに由来する。カウチは湖の西岸に自宅を構えていた。

## 地表の様子
川の源頭は、ウェスト・ヒルズのシルヴァン＝ハイランズ地区にあり、そこから西へと流れる。川は現在サウスウェスト・ジェファーソン道路とキャニオン道路（アメリカ国道26号線）が通る峡谷を流れ下っていた。その後、今はシヴィック・スタジアム（プロヴィデンス公園）が建っている敷地内を通り、さらに谷を穿っていた。この渓谷は場所によって高低差が15メートル (50 ft) もあり、幅も複数の街区に及んでいた。グース・ホロウ地区にあるヴィスタ橋は、タナー川渓谷の痕跡の上を渡っている。。プロヴィデンス公園付近の歩道には、かつてその場所を川が流れていたことを示す標識が設けられている
川は今日のポートランド・ユニオン駅付近でカウチ湖に流れ込んでいた。この失われて久しい湖は、水深が最大4.6メートル (15 ft) で、22もの街区に広がっていた。1888年、ノーザン・パシフィック・ターミナル会社が湖を購入し、砂礫と船のバラストを用いて埋め立てを開始した。

## 暗渠化
1887年から1891年にかけて、ポートランド市はウェスト・ヒルズから流下する雨水と住宅から出る下水を処理するために、タナー川合流式下水道を整備した。3段階に分けて建設されたこの下水道は、直径がおよそ1.8メートル (6 ft)あり、当時「市が建設した最大規模の幹線下水道」であった。1904年、下水道がマルトノマ・アスレティック・クラブ付近で決壊し、それより下流が浸水に見舞われた。その後の下水道再建と修理に係る調査結果が、当時の市長ジョージ・ヘンリー・ウィリアムズの市政下におけるスキャンダルとなり、技術局長と副局長が「手抜き工事をめぐって共謀した」として解雇された。タナー川幹線下水道は、サウスウェスト・テイラー通りからフロント・アベニューとペティグローブ通りとの交差点付近の川まで延びていた。

## 21世紀の動き
ノースウェスト10番街とマーシャル通りとの交差点付近にあるタナー・スプリングス公園は、タナー川の存在を後世に残すために設営された。2003年に買収された敷地に開園したこの公園は、かつての湖面より6メートル (20 ft) も高い盛土の上に造られた「都心の水辺」である。公園内に再現された湿原の水は、タナー川からの導水ではなく、リサイクルされた雨水を活用している。
2006年、市はタナー川を合流式下水道から分離し、新たに導水トンネルを整備して直接ウィラメット川に流す工事を完了した。これは大雨の際に下水が川へ溢れ出すことを防止する目的で実施された、大規模な計画の一部であった。ウィラメット川への排水口はブロードウェイ橋より400メートル (0.25 mi)下流の、コロンビア川との合流点からは18.3キロメートル (11.4 mi) 上流の地点に設けられた。

### 書籍
- McArthur, Lewis A.; McArthur, Lewis L. (2003). Oregon Geographic Names (7th ed.). Portland: Oregon Historical Society Press. ISBN 0-87595-277-1
- Banis, David; Shobe, Hunter (2015). “Lost Waters and Phantom Streams”. Portlandness: A Cultural Atlas. Seattle: Sasquatch Books. pp. 84–85. ISBN 978-1-63217-000-2
- McArthur, Lewis A.; Lewis L. McArthur (2003). Oregon Geographic Names (7th ed.). Portland: Oregon Historical Society Press. pp. 236–37. ISBN 0-87595-277-1

### ニュース
- “Sewer Old Worry: For 20 Years Tanner Creek Line Has Annoyed Officials: Repair to Cost $239,000”. Morning Oregonian:  p. 6. (1914年11月13日) 2015年11月24日閲覧。
- “Dieck Plan Carries: Tanner Creek Sewer Will Be Built As Proposed”. Morning Oregonian:  p. 11. (1916年10月14日) 2015年11月24日閲覧。

### 地図
- United States Topographic Map (Map). United States Geological Survey. ACME Mapperより2015年11月24日閲覧。

### Webサイト
- “Tanner Creek (historical)”. Geographic Names Information System.   United States Geological Survey (USGS) (1999年9月14日). 2015年11月24日閲覧。
- Bureau of Environmental Services (2014年). “Completion Summary for City of Portland Outfall Basin 11”.   City of Portland. 2015年11月24日閲覧。
- Bureau of Environmental Services (2015年3月5日). “Providence Park and Tanner Creek”.   City of Portland. 2015年11月24日閲覧。
- Parks & Recreation Department. “Tanner Springs Park”.   City of Portland. 2015年11月24日閲覧。

## 関連記事
- オレゴン州の河川の一覧（英語版）
- ウェストサイドCSOトンネル（英語版）